# Iñigo Landaluze Intxaurraga
Iñigo Landaluze Intxaurraga (Getxo, Biscaia, 9 de maig de 1977) és un ciclista basc que fou professional entre 2001 i el 2009, tots ells en l'equip Euskaltel-Euskadi. Del seu palmarès destaca el Critèrium del Dauphiné Libéré de 2005.
El juliol de 2009 va donar positiu en EPO de tercera generació (CERA). Landaluze, que ja havia donat positiu per testosterona anys abans, encara que no havia estat sancionat, va decidir abandonar el ciclisme.

## Palmarès
- 2000
  - 1r a la Copa d'Espanya de ciclisme
  - 1r a la Cursa Ciclista del Llobregat
- 2005
  - 1r al Critèrium del Dauphiné Libéré

### Resultats al Tour de França
- 2003. 101è de la classificació general
- 2004. 52è de la classificació general
- 2005. 100è de la classificació general
- 2006. 50è de la classificació general
- 2007. 43è de la classificació general

### Resultats al Giro d'Itàlia
- 2008. Abandona (15a etapa)

### Resultats a la Volta a Espanya
- 2006. 60è de la classificació general
- 2007. 75è de la classificació general
- 2008. 63è de la classificació general